# José Longás
José Longás (Luna -Aragón-, ca. 1744-Pamplona, 8 de enero de 1795). Impresor, editor y librero. Se mantuvo activo en Pamplona desde 1773 hasta 1794. En este tiempo se conocen 35 libros con su pie de imprenta, cifra que le sitúa entre los principales impresores de la ciudad en el siglo XVIII. Dio un nuevo rumbo a la actividad editora en Navarra al emprender con éxito la impresión y venta por suscripción de dos obras religiosas de autores franceses que en aquel momento tenían éxito comercial: el Año Cristiano de Jean Croiset en 19 tomos y el Catecismo de François-Aimé Pouget en cuatro.

## Vida
José Longás nace en Luna, en las proximidades de Sos del Rey Católico, provincia de Zaragoza, hacia 1744. Siendo joven deja su pueblo natal y se instala en Pamplona a donde debió de llegar para trabajar en algún taller de imprenta, probablemente en el de Miguel Antonio Domech. Residirá en la capital navarra ininterrumpidamente hasta el final de sus días en 1795.
Con 21 años se casa en la parroquia de San Juan del barrio de la Navarrería, donde se asienta la mayor parte de los impresores, con Francisca Ardanaz, joven pamplonesa de 16 años que pertenece a una familia sin relación con el gremio de impresores. De este matrimonio nacerán once hijos, pero en 1792 solo sobrevivían cinco.
Longás se establece en la calle del Carmen esquina con la de Navarrería, "frente a la fuente de Santa Cecilia", como se lee en algunas de sus impresiones, siempre alquilado, hasta que un año antes de morir compra la vivienda por 1400 ducados, que paga de una vez.
Dicta su testamento el 3 de agosto de 1792, con 48 años, gravemente enfermo hasta el punto de no poder firmar. Precisa que, para conocer su situación económica, “mis créditos y deudas constan de mis libros de caja y papeles”, y declara heredera universal a su esposa, quien dará a los hijos lo que estime oportuno en el momento en que “tomen estado”. Paulino será el heredero a la muerte de su madre. La enfermedad se prolongó durante dos años y medio, al cabo de los cuales, el 5 de enero de 1795, redactó un nuevo testamento que no varió sustancialmente lo dispuesto en el primero. Tres días después, el 8 de enero, falleció en su casa de la calle Navarrería. Tenía 51 años y dejaba un negocio consolidado en manos de su viuda, Francisca Ardanaz, y de su hijo Paulino, de 25 años, formado desde niño en el taller paterno.

## Inicio del negocio (1773)

### Compra de libros y utillaje
Miguel Antonio Domech, enriquecido por sus actividades al margen del libro, decide liquidar su imprenta y librería en 1773 vendiendo el utillaje y el fondo de libros a dos jóvenes impresores, que se habían formado en su taller, quienes de esta manera dejaron su condición de asalariados para establecerse por su cuenta. Se trataba de José Longás y Benito Cosculluela. 
Domech saca a la venta en torno a 172 arrobas de letras de imprenta por importe de 1297 pesos, de los que Longás abona 614 por la compra de 79 arrobas.
En cuanto a los útiles de composición tipográfica, compra 14 pares de cajas de letras, 24 galeradas para componer y seis tablas de levantar formas -planchas de impresión- que importan 23 pesos. Además se registra la venta de 50 “piezas de grabados y dos abecedarios” por 32 pesos. Por último, adquiere una partida de libros en rama —sin encuadernar— por 226 pesos.

### Botiga y taller de imprenta
En agosto de 1772 toma en arriendo en la calle Navarrería una botiga -tienda-, para destinarla a librería, por seis años y doce ducados anuales. El emplazamiento es idóneo pues en su entorno se concentran las imprentas y librerías de la capital navarra. Dos años más tarde pone en funcionamiento la imprenta.

## Empleados
No se conoce documentación relacionada con los colaboradores del taller de Longás. La fuente más rica de información sobre la plantilla de los talleres suele proceder de los pleitos, pero como el talante de Longás parece el de un profesional sosegado y serio, sin conflictos con sus colegas, probablemente no se vio envuelto en procesos con sus empleados. 
Longás no podría recurrir a su numerosa prole para realizar tareas secundarias en la imprenta y librería, como era habitual en este tipo de negocios familiares, pues en torno a 1785, en los años de mayor actividad, su hijo mayor José Ambrosio estudiaba para sacerdote y Paulino, el segundo, era adolescente.

## Sociedad Longás-Cosculluela (1779-1791)

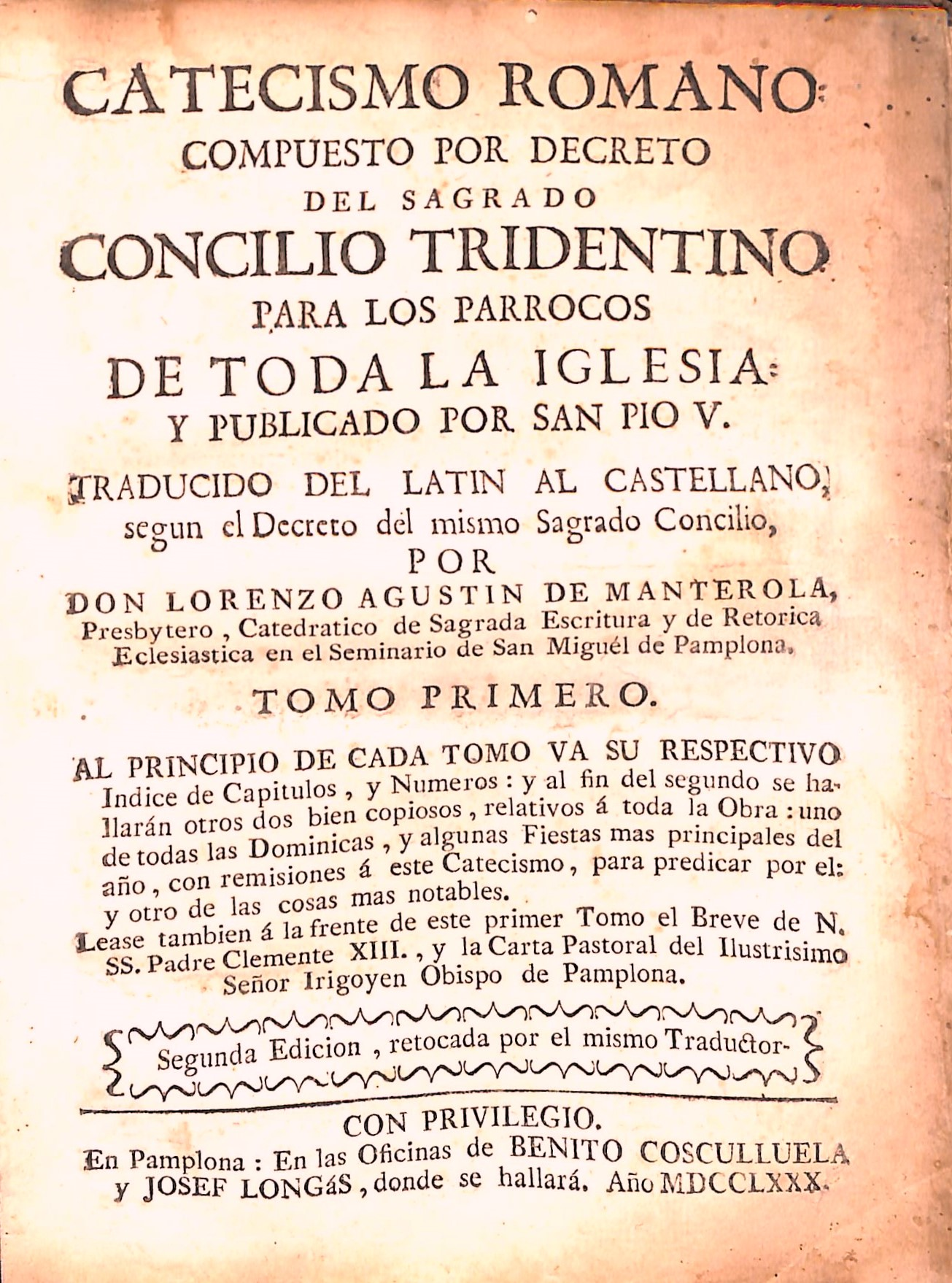
Obra en dos tomos, editada en 1777 y 1780 y vendida conjuntamente por José Longás y su socio Benito Cosculluela

José Longás y Benito Cosculluela, con origen común, nacidos de la disolución del negocio de Domech, mantuvieron relaciones comerciales, como se desprende de la existencia entre 1779 y 1791 de impresiones conjuntas que vendían en sus respectivas librerías. Cabe pensar que se trataba de trabajos esporádicos, fruto de la buena relación personal, motivados por la necesidad de sacar adelante ediciones de cierta complejidad que, por su volumen, convenía repartir entre los dos talleres. El hecho de que se vendieran en las dos librerías indica que se trataba de coediciones de cuyos beneficios participarían los socios y no de la mera subcontratación de trabajo.

### Arriendo de una fábrica de papel (1779)
Posiblemente animados por la voluntad de realizar ediciones ambiciosas, con grandes tiradas, Cosculluela y Longás, juntamente con el comerciante pamplonés Martín José García Herreros, toman en arriendo la fábrica de papel de Aoiz, propiedad de José Manuel de Guirior. Al convertirse en fabricantes, los dos impresores buscarían disponer de papel de impresión en abundancia, de calidad y a buen precio. El contrato se firma en 1779, por seis años y con una renta de 4200 reales de plata. Pero este proyecto no debió de resultar atractivo para los impresores, pues al cabo de 14 meses renunciaron en favor del tercer socio, quien continuó al frente del mismo hasta la finalización del contrato.

## Producción de libros (1774-1793)
La actividad de José Longás como impresor de libros ofrece 35 títulos en veinte años (1774-1793), lo que representa una media anual de casi dos títulos. Su producción de libros supone algo más del cinco por ciento de la registrada en Navarra en el siglo XVIII, la cual lo sitúa en el puesto sexto de los impresores de su tiempo.
Comienza como impresor de libros con un ritmo bajo, que se mantiene durante los nueve primeros años. Entre 1782 y 1786 la actividad se intensifica en buena medida por la impresión del Año Cristiano (1782-1784), en 19 tomos, de Croiset, los cuatro tomos del Catecismo (1785-1786) de Pouget y el Catecismo Romano, en dos tomos, del profesor del seminario de Pamplona Lorenzo Agustín Manterola, del que hace dos ediciones (1777 y 1780). Este ritmo se mantiene elevado hasta el final. 
Aunque en 1794 no se registran libros, sí se conoce la impresión de un folleto de 36 páginas con su nombre en el pie de imprenta; se trata de la Oración fúnebre en las exequias de la Reina de Francia doña María Antonia de Lorena, viuda de Luis XVI, que había muerto en la guillotina hacía un año, en la que figuraba como autor Agustín Yanguas. Por otra parte, en ese año Navarra sufrió la invasión del ejército revolucionario de Francia, en lo que se ha dado en llamar la Guerra de la Convención, y por este motivo el mercado editorial se vería seriamente afectado.
| Producción de libros de la imprenta de José Longás (1774-1793) |
| -------------------------------------------------------------- |
|                                                                |

Dos terceras partes de los libros impresos son primeras ediciones en Navarra. Por otra parte, las obras de contenido religioso representan el 56 por ciento de su producción. Longás prestó especial atención a la edición de manuales para los estudiantes de Gramática, que en aquel tiempo correspondería a la enseñanza media. En dos ocasiones (1774 y 1792) publicó la vidas de las emperadores romanos de Cornelio Nepote, en 1793 sacó las oraciones selectas de Cicerón; en cuanto a catecismos para niños, editó en cuatro ocasiones (1775, 1780, 1791 y 1792) la Explicación de la doctrina cristiana -el popular "Catecismo del Padre Ramo"- del escolapio Cayetano Ramo de San Juan Bautista.
Desde el punto de vista técnico, el conjunto de sus impresos ofrece un balance favorable: casi tres cuartas partes presentan un buen nivel de calidad.

## Ediciones por suscripción
El sistema de venta de libros por suscripción está asentado en Europa en la segunda mitad del XVIII. En Navarra se puso en práctica por primera vez en 1780 con la edición por Joaquín Domingo de las obras completas de fray Luis de Granada, le siguió en 1782 José Longás con el Año Cristiano de Croiset, y en 1784 Benito Cosculluela con las obras completas de Feijoo. Longás repetirá este sistema de venta en 1785, con el Catecismo de Pouget. Finalmente en 1807 Joaquín Domingo comercializa la quinta obra por suscripción, se trata de la Mística ciudad de Dios de la monja franciscana María Jesús de Ágreda. 
Queda patente el insólito impulso editor registrado en Pamplona a finales del siglo XVIII, cuando en solo seis años se ponen en venta cuatro ediciones que suman 59 tomos. Esta circunstancia se vería favorecida por la apertura de las aduanas de Castilla y Aragón a la importación de libros navarros registrada a partir de 1780.

### Año Cristianode Croiset (1782-1784)
En 1782 José Longás comienza la impresión del Año Cristiano de Jean Croiset, de acuerdo con la edición de la imprenta madrileña de Antonio de Sancha aparecida cuatro años antes. El año anterior había impreso la vida de san Fermín que Croiset incluyó en el tomo IX del Año Cristiano. Se trata de un folleto que Longás difundió con carácter gratuito entre los posibles suscriptores, como muestra publicitaria de la calidad tipográfica y del papel que iban a tener su edición del Año Cristiano.
En esta ocasión acomete la impresión y edición de una obra ambiciosa, ya que comprende 19 tomos que suman ocho mil páginas. Se trataba de un título ampliamente difundido, asentado en el mercado, lo que despejaría en principio los riesgos económicos del proyecto. Era, en definitiva, una apuesta segura.

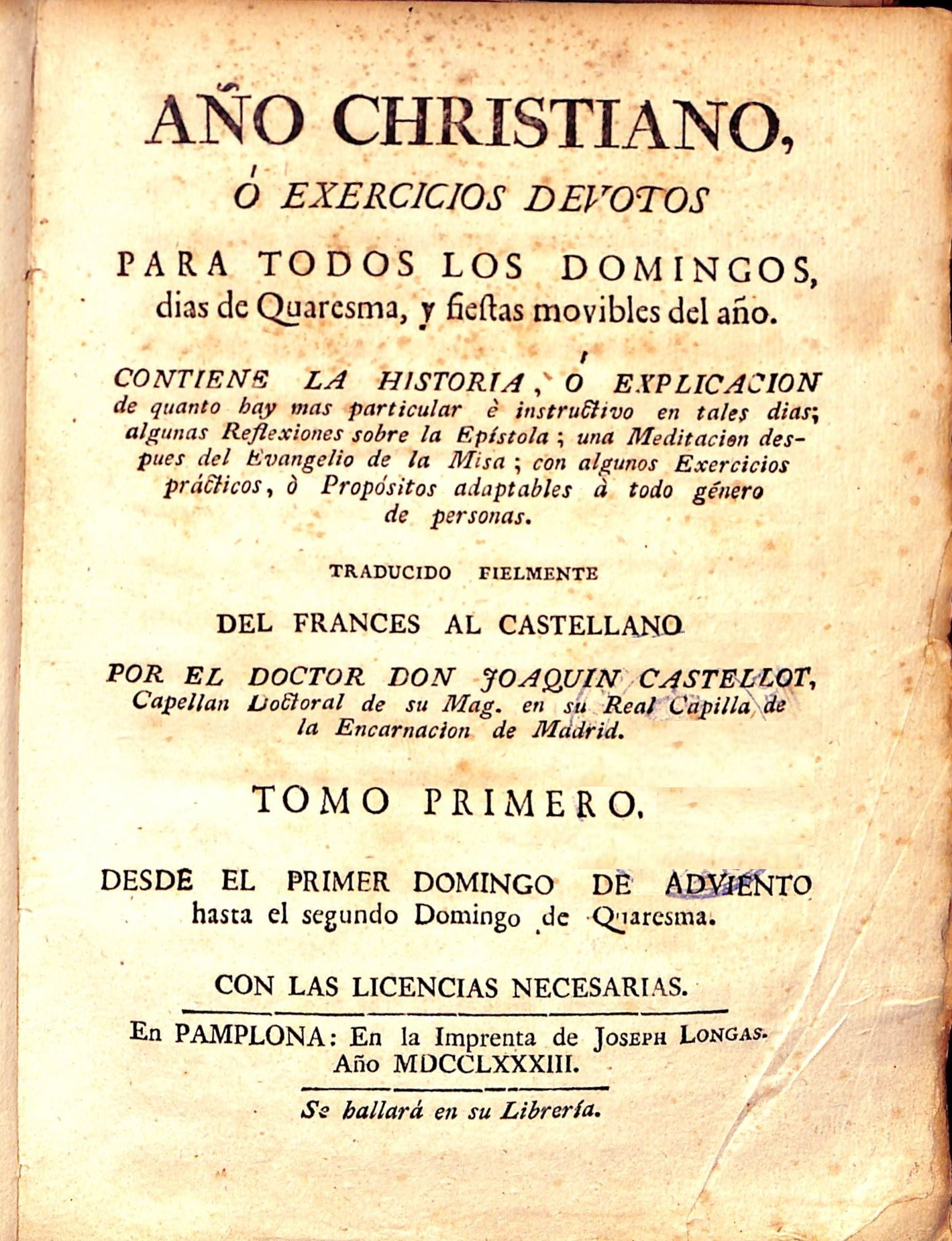
Tomo primero de la segunda parte del Año Cristiano de Jean Croiset editado en 19 volúmenes por José Longás

Destaca la regularidad con que llevó a buen término los trabajos de impresión, con seis tomos por año a lo largo de 1782 y 1783, con los que terminó la primera parte del Año Cristiano, la dedicada al santo del día, que constaba de doce tomos, uno por cada mes, y cuya traducción correspondía al jesuita José Francisco de Isla. La segunda parte, impresa entre 1783 y 1784, comprendía "los ejercicios devotos para todos los domingos, días de cuaresma y fiestas movibles del año"; constaba de seis tomos y era su traductor el sacerdote Joaquín Castellot, puesto que Francisco José de Isla había sido expulsado en 1767 con el resto de los jesuitas. La obra se completó ocho años más tarde, en 1792, con un volumen -el número 19 de la colección- que recogía las "dedicatorias, prólogos y advertencias" que había escrito José Francisco de Isla para la primera parte del Año Cristiano. 
Una obra de tal envergadura debía de contar con la garantía de su salida comercial, máxime en un caso como el presente, que carecía de patrocinio y se debía exclusivamente a la iniciativa del editor. Por este motivo, José Longás optó por el procedimiento de suscripción, como queda expresamente declarado en la licencia del Consejo Real, que le autorizaba a "reimprimir por subscripción" la edición de Madrid de 1778. 
Cabe pensar que la captación de suscriptores se cerraría al final de la impresión de la primera parte del Año Cristiano y que, por este motivo, el impresor decidiría publicar la lista de suscriptores en el tomo primero de la segunda parte. Lo haría para satisfacción de los compradores y como reclamo publicitario para aquellos que en su día no se suscribieron y ahora, a la vista de la cantidad y calidad de las personas que ya la poseían, se podían sentir impulsados a hacerlo. Sea como fuere tuvo 758 compradores que adquirieron 776 juegos, con lo que la financiación de la obra estaría asegurada.
Al año siguiente de la publicación de la obra completa del Año Cristiano, en 1785 Longás recibe la noticia de que el Consejo de Castilla, con posterioridad a la licencia que le había otorgado del Consejo Real de Navarra, había concedido permiso de edición a la poderosa Real Compañía de Impresores y Libreros del Reino. Ésta, gracias a sus influyentes contactos en la Corte, para disfrutar del monopolio había conseguido la orden de cerrar las aduanas castellanas a la edición navarra. Esta situación supuso un gran quebranto para Longás, que contaba con vender su edición en el mercado nacional. 
Consciente de que su problema trascendía la esfera de lo personal pues afectaba al comercio en general, buscó apoyo en la Diputación del reino de Navarra, que inició inmediatamente gestiones ante el ministro de Hacienda. Al cabo de año y medio de incertidumbre, la situación se resolvió con la apertura de las aduanas a la edición de Longás y, en consecuencia, las dos ediciones -la madrileña y la navarra- compitieron en el mercado nacional.

### Catecismode Pouget (1785-1786)

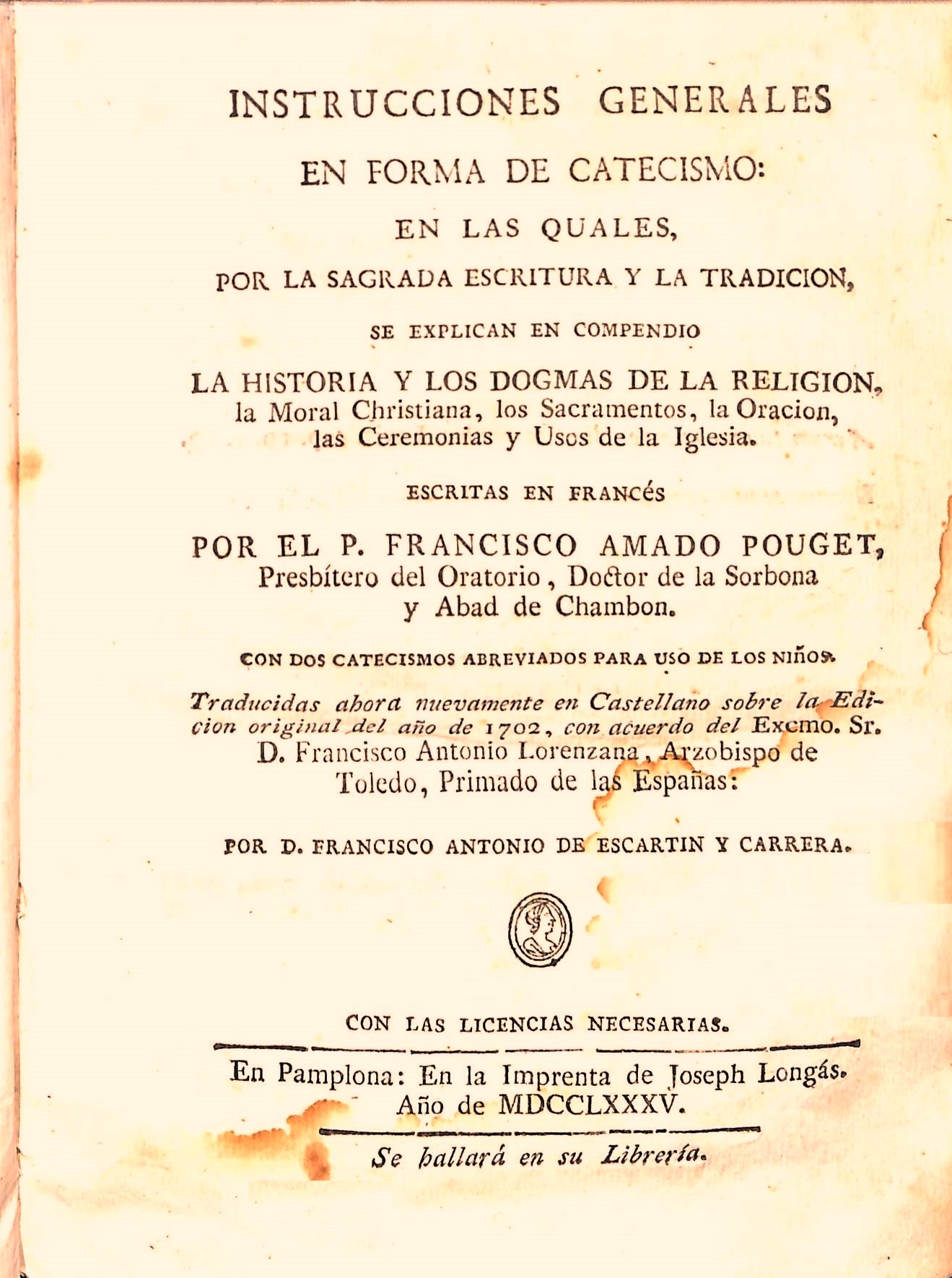
Catecismo de François-Aimé Pouget editado en cuatro tomos por José Longás

Al año siguiente de terminar la edición del Año Cristiano, en 1785 edita el conocido "Montpellier", el Catecismo de François-Aimé Pouget, rector del seminario de Montpellier. Con el título Instrucciones generales en forma de catecismo se había publicado en Francia en 1702 y se tradujo al castellano en 1710 por Manuel de Villegas. En 1745 fue prohibido por la Inquisición, en buena parte por los errores, adiciones y mutilaciones del original perpetrados por el traductor español. Se levantó la suspensión en 1782 al contar con una nueva traducción a cargo de Francisco Antonio de Escartín y Carrera, por lo que dos años más tarde se imprimió en Madrid en la Imprenta Real y a continuación en Pamplona siguiendo la edición madrileña.
La edición del Catecismo de Pouget era de menos entidad  y coste que la del Año Cristiano y estaba dirigida a un público más restringido. Consta de cuatro volúmenes de unas cuatrocientas páginas cada uno. Longás distribuyó un díptico que anunciaba la edición y promovía su compra por suscripción, pero en esta ocasión no publicó la lista de suscriptores, aunque al parecer fueron más de 430. La perspectiva de comercializarla en Castilla debió de animar al editor a hacer una tirada de 1500 ejemplares. El comprador pagaría una entrada en el momento de suscribirse y una cuota decreciente al recibir cada uno de los tomos, cuya aparición sería bimestral. El precio de la obra era de 17 reales con encuadernación en rústica, 20 en pergamino y 27 en pasta.
El resultado de la edición fue un éxito, puesto que prácticamente se vendió la totalidad de la tirada y los ingresos duplicaron la inversión.
Para esta edición tuvo un socio capitalista, Esteban de Espinal, con el que, años más tarde, la viuda de Longás Francisca Ardanaz pleiteó por la liquidación de los ingresos. El conflicto se resolvió en 1802 después de haber recurrido tres sentencias. El tribunal dispuso que en concepto de liquidación final la viuda de Longás debería pagar a Espinal 6476 reales en vez de los 22 442 que este reclamaba. 

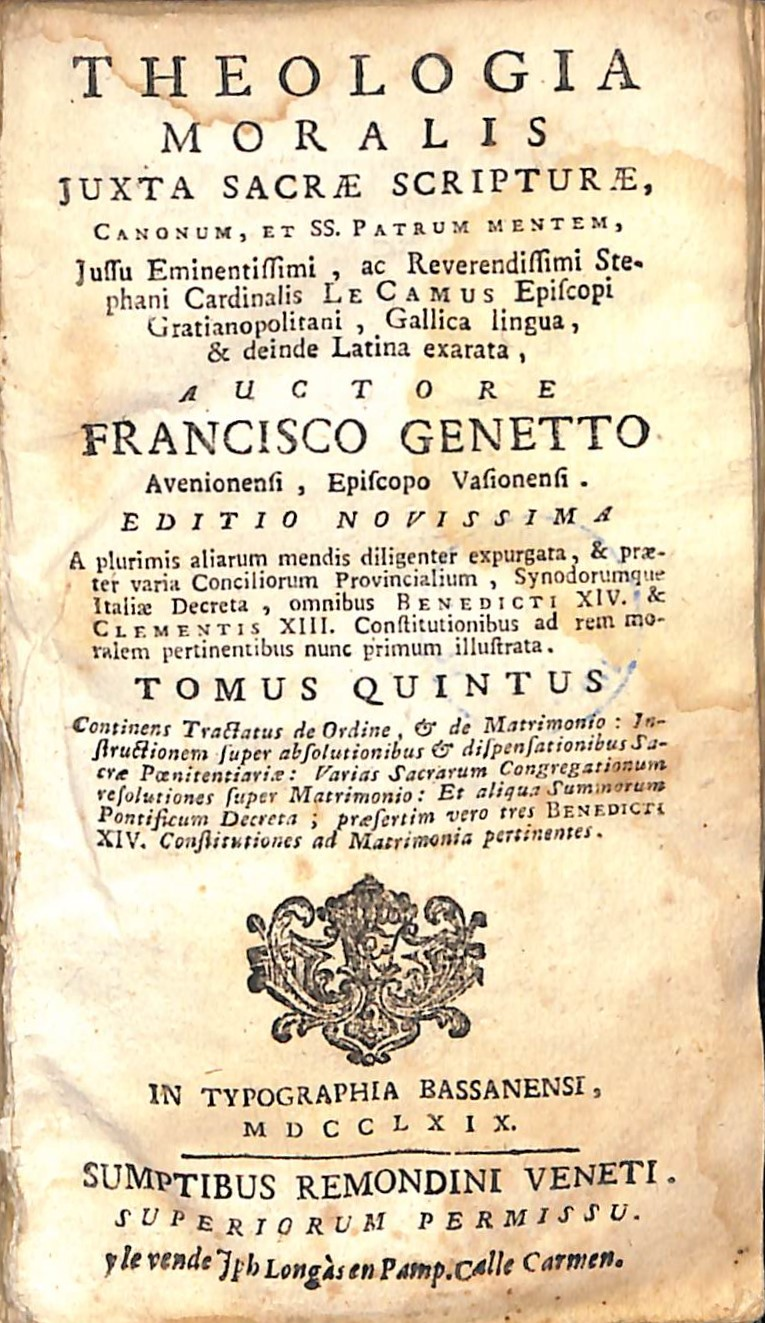
Libro de Teología, editado en Venecia en 1769, puesto a la venta en la librería de José Logás, tal y como se indica en la portada

## Librero
Dentro de su actividad como librero, por supuesto además de las ediciones propias, vende ajenas, en las que, en ocasiones y según una práctica habitual entre sus colegas, imprime en la portada la referencia a su negocio: "Se vende en la Imp. y Lib. de Longás". Así lo hizo con una partida de siete tomos de la Theologia Moralis del obispo François Genet, editada en Venecia "ex typographia Remondinia" entre 1763 y 1769, y con ejemplares de Las fantasmas de Madrid y estafermos de la Corte del benedictino Íñigo Gómez de Barreda pertenecientes a la edición de Salamanca de 1763.
Se muestra como empresario más eficaz y solvente que su colega Benito Cosculluela, que había salido malparado de la edición de las obras de Feijoo promovida en sociedad con Aldaz y Espinal. En 1789 adquirió a precio de saldo todas las existencias, que prácticamente representaban la mitad de la tirada. De esta manera Cosculluela y sus dos socios liquidaron la sociedad y dieron por terminada esta desafortunada empresa editorial. En total Longás compró 774 juegos de las obras de Feijoo que sumaban 13 158 volúmenes.
Al igual que sus colegas, pone a la venta libros segunda mano. En enero de 1790 compra buena parte de la biblioteca particular de Juan Vicente Azcona y Sarasa, “del Consejo de S.M. y su Patrimonial Mayor en este Reino”. Este le vende sus libros por 2800 reales fuertes. Puesto que se trataba de una cantidad elevada, Longás la abonó en dos plazos.
Como se desprende de las ventas por suscripción del Año Cristiano y del Catecismo de Pouget, Longás cuenta con una buena red de distribución en Navarra, que se apoya en los libreros de las principales localidades y que, por otra parte, llega a los lugares más apartados a través de delegados de ventas que trabajan a comisión. Además, se constata que su mercado se extiende a los territorios circundantes, como Álava, Guipúzcoa, la Rioja y la provincia de Zaragoza, todos ellos dentro de la órbita del obispado de Pamplona. El interés del editor por tener vía libre para las exportaciones del Año Cristiano a Castilla y Aragón prueba que proyectaba sus ediciones para un ámbito comercial más amplio que el estrictamente navarro.  De sus relaciones con América, vía Cádiz, da cuenta una remesa de libros enviada a este puerto en abril de 1788, concretamente al comerciantes pamplonés José Joaquín Oteiza 

## Galería de imágenes

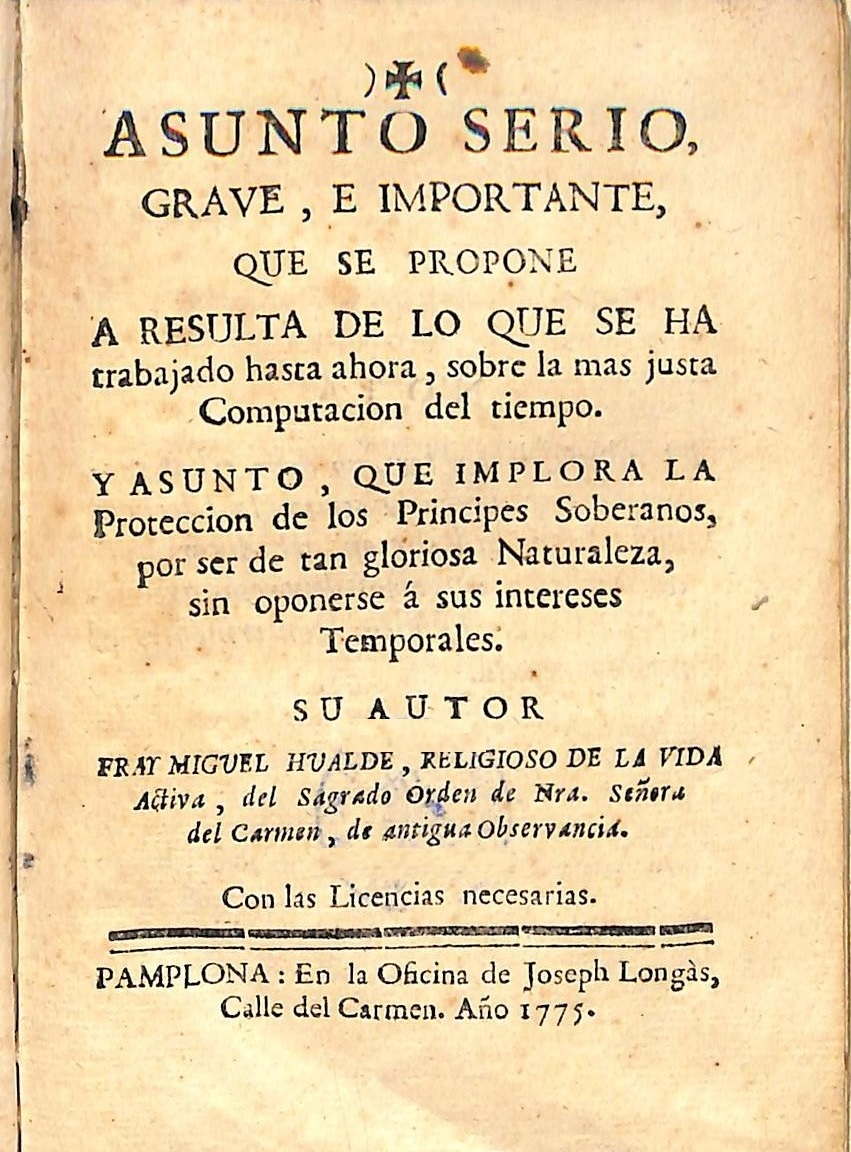
Tratado sobre el cómputo del tiempo del carmelita Miguel de Hualde (1775)
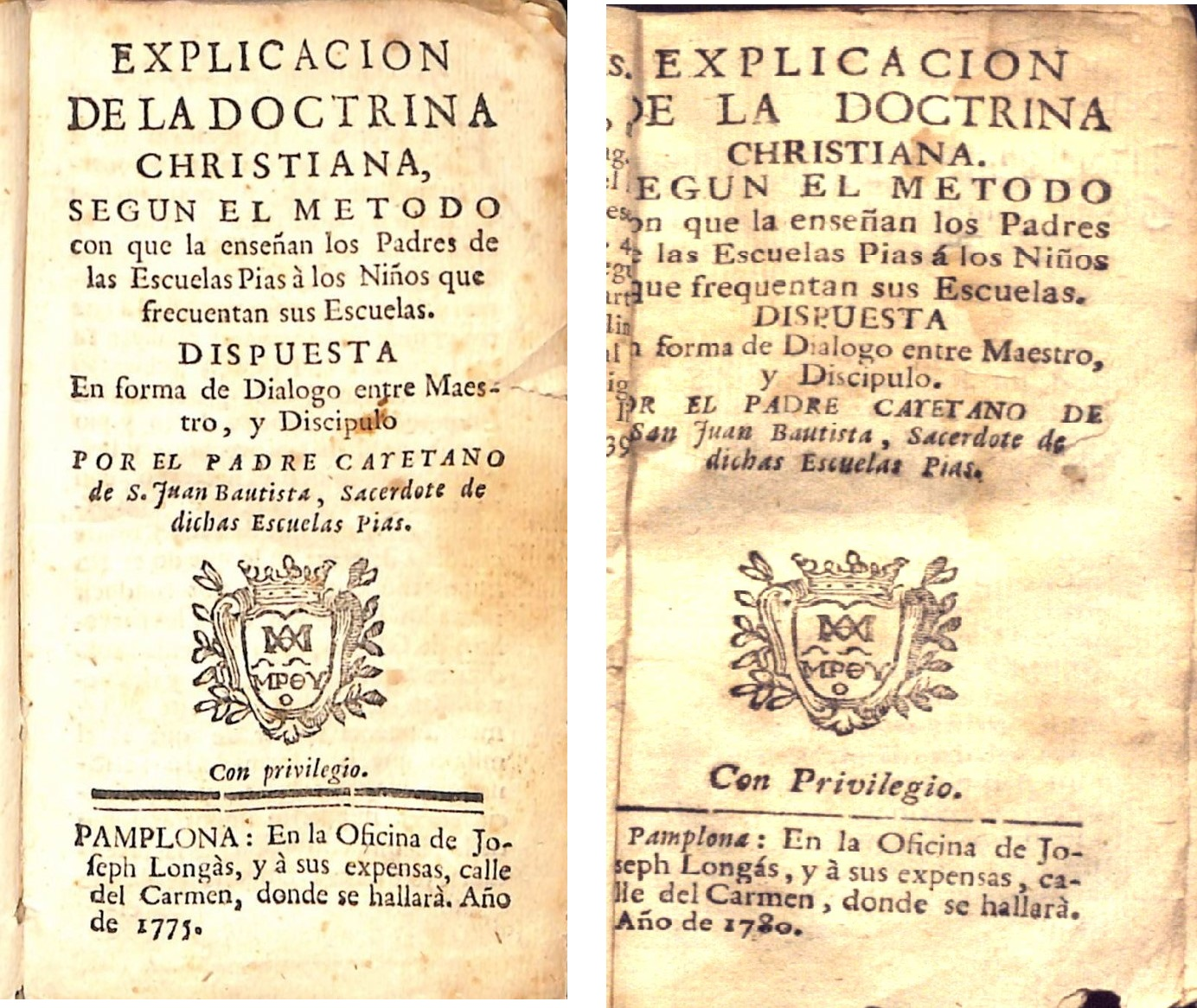
Dos ediciones (1775 y 1780) del popular "Catecismo del Padre Ramo"
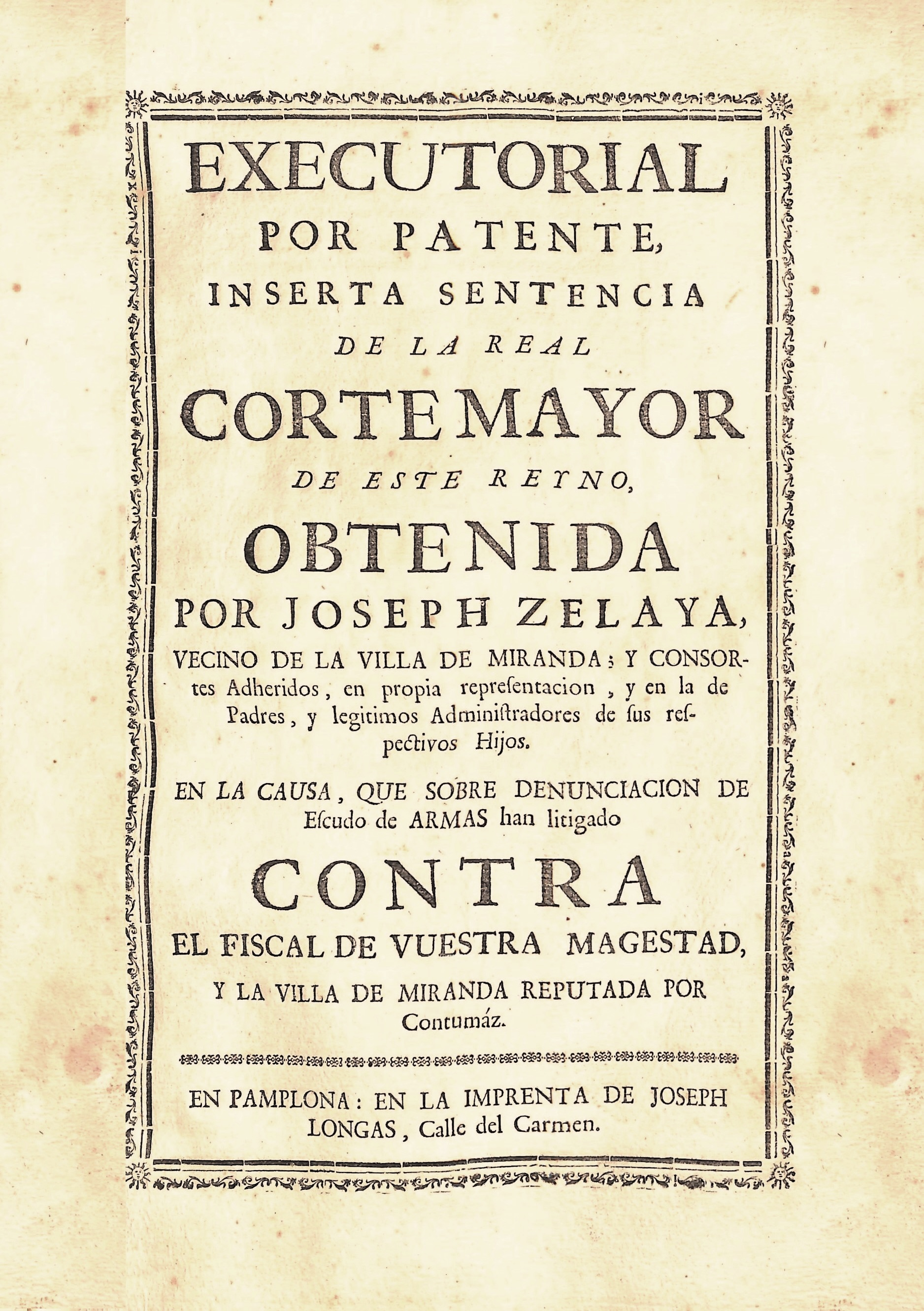
Ejecutoria de hidalguía con estilo tipográfico neoclásico (1779)
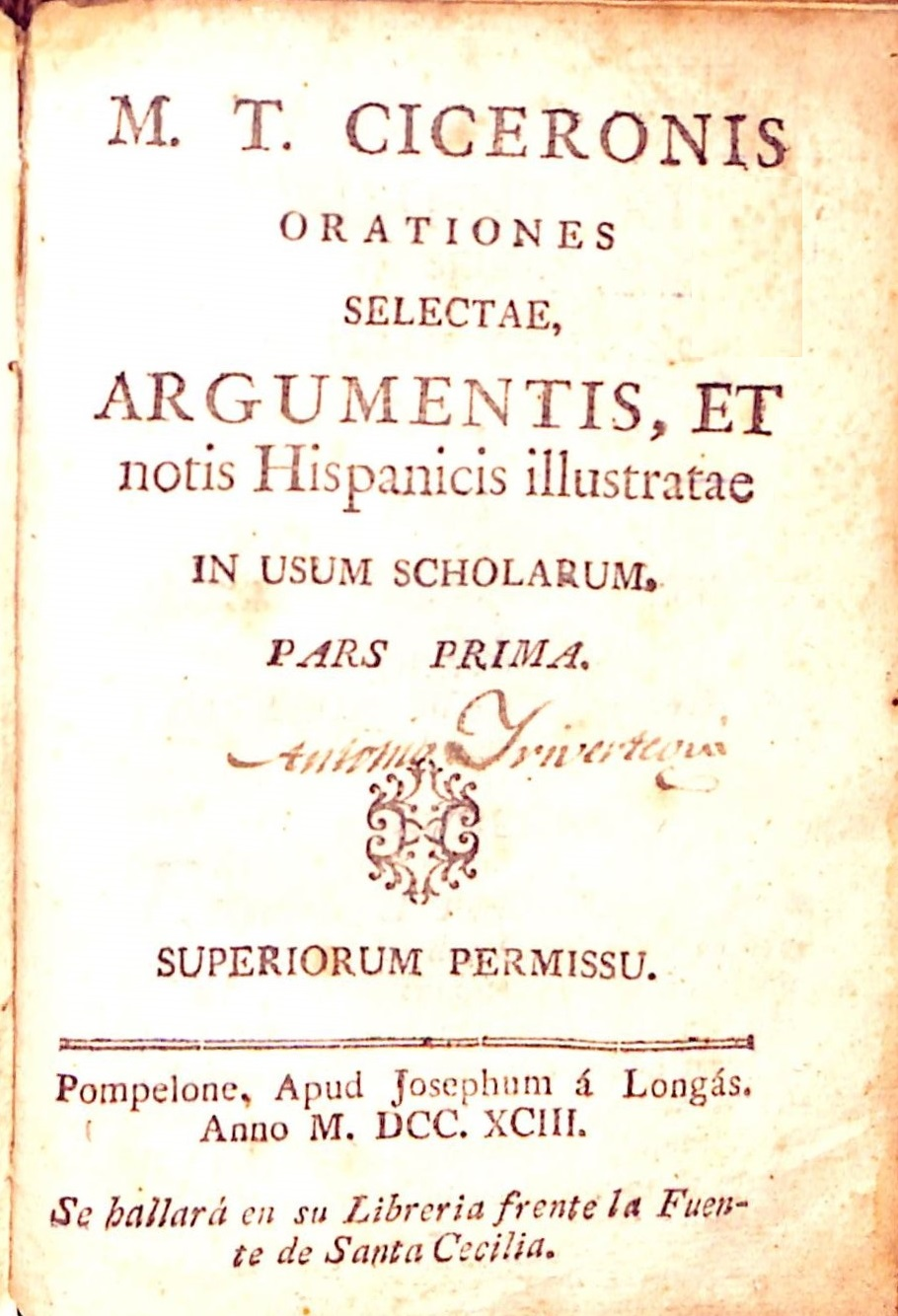
Orationes selectae de Cicerón, a la venta en la librería de Longás "frente a la fuente de Santa Cecilia" (1783)
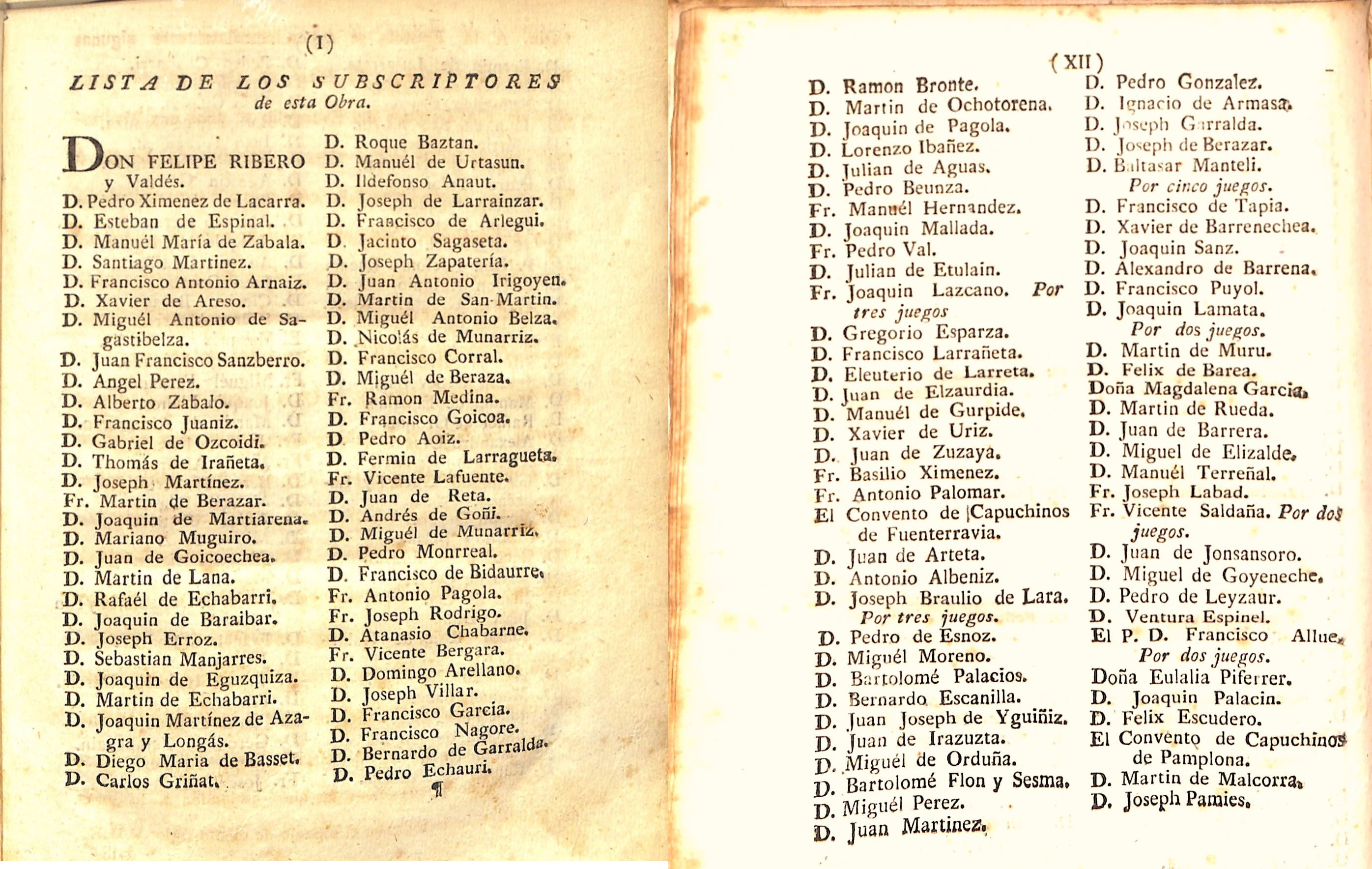
Principio de la lista de suscriptores al Año Cristiano (1785)
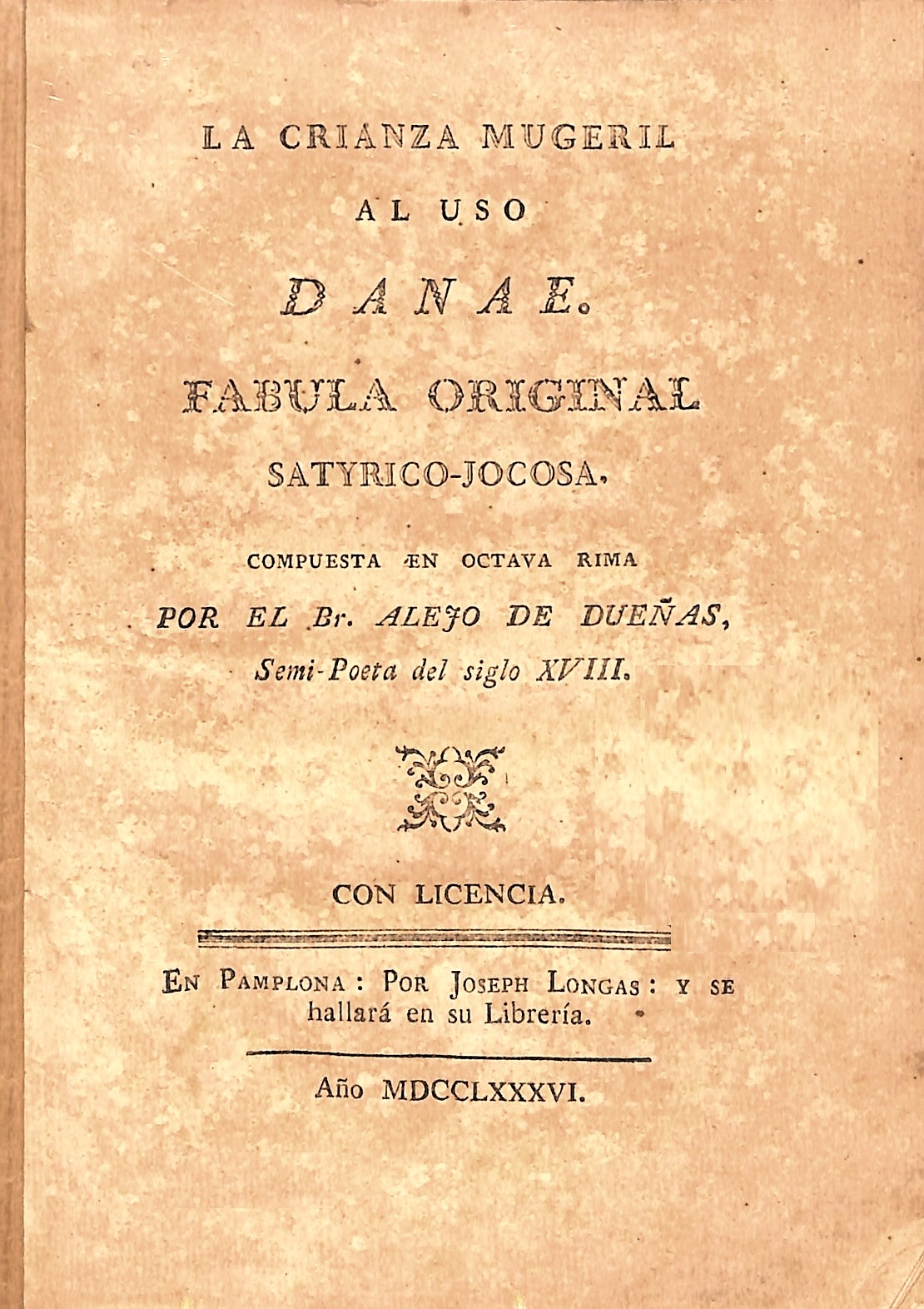
La crianza mugeril de Alejo de Dueñas con portada neoclásica (1786)